# Johann Karl Albrich
Johann Karl Albrich, magyaros névformában Albrich János Károly (Újegyház, 1788 – Nagyszeben, 1839. április 22.) erdélyi szász ügyvéd, gimnáziumi tanár.

## Élete
1810-ben a nagyszebeni gimnáziumban mint a szász magánjog tanára működött. Az erdélyi szász univerzitás jogtanácsosi teendőit is ellátta; ennek kapcsán különböző jelentéseket készített a szász közigazgatás javítása érdekében. Szintén ebbéli minőségében írta a nagyszebeni városi kórházzal és a szegényalappal kapcsolatos szakértői véleményét, amelynek kézirata a Romániai Nemzeti Levéltár Szeben megyei levéltárában található, és nyomtatásban 2010-ben jelent meg.

## Munkái
- Anleitung zu rechtsbeständiger und den sieb.-sächsischen Municipal-Gesetzen gemässer Einrichtung schriftlicher Geschäftsaufsätze. Hermannstadt, 1815.
- Handbuch des sächsischen Privatrechtes. Uo. 1817.
- Siebenbürgens öffentliches Recht. Uo. 1817.
- Prüfungsfragen für die Schüler. (Kőnyomat, hely és év nélkül.)
- Vorschläge zu einigen Verbesserungen, welche der gegenwärtige Gang der Verwaltung in der sächsischen Nation bedarf. Hermannstadt. 1833. (Kőnyomat).
- Ewerbung dringlicher Rechte Uo. 1838. (Kőnyomat.)